# Lijst van schilderijen in het Rijksmuseum Amsterdam/Ea-Em
Lijst van schilderijen in het Rijksmuseum Amsterdam met werken van schilders van wie de achternaam begint met de letters Ea t/m Em. Vermeldingen in het grijs geven aan dat het werk geen deel meer uitmaakt van de collectie van het Rijksmuseum, bijvoorbeeld omdat het in bruikleen gegeven is aan een andere instelling of omdat het teruggegeven is aan de bruikleengever.
| Inventarisnummer | Toeschrijving                          | Titel | Datering      | Afbeelding |
| ---------------- | -------------------------------------- | --- | ------------- | ---------- |
| SK-C-1727        | Albert Eckhout                         | Stilleven met tropisch fruit                                                                             | Ca. 1641-1654 |            |
| SK-A-4070        | Toegeschreven aan Albert Eckhout       | Oost-Indisch marktstalletje                                                                              | 1640-1666     |            |
| SK-C-1631        | Gerbrand van den Eeckhout              | De grootmoedigheid van Scipio                                                                            | 1650-1655     |            |
| SK-A-106         | Gerbrand van den Eeckhout              | Christus en de overspelige vrouw                                                                         | 1650-1674     |            |
| SK-A-1612        | Gerbrand van den Eeckhout              | Badende mannen                                                                                           | 1650-1674     |            |
| SK-C-130         | Gerbrand van den Eeckhout              | De rustende jager                                                                                        | Ca. 1651      |            |
| SK-A-2507        | Gerbrand van den Eeckhout              | Het laatste avondmaal                                                                                    | 1664          |            |
| SK-A-3489        | Trant van Gerbrand van den Eeckhout    | De woede van Ahasverus                                                                                   | 1640-1724     |            |
| SK-A-4058        | Jacobus Josephus Eeckhout              | Portret van Jonkheer Theodorus Frederik van Capellen                                                     | 1835          |            |
| SK-A-4059        | Jacobus Josephus Eeckhout              | Portret van Petronella de Lange                                                                          | 1835          |            |
| SK-A-1030        | Jacobus Josephus Eeckhout              | Het huwelijk van Jacoba van Beieren, gravin van Holland, en Jan IV, hertog van Brabant, op 10 maart 1418 | 1839          |            |
| SK-C-131         | Eelke Jelles Eelkema                   | Stilleven met bloemen en vruchten                                                                        | 1815-1830     |            |
| SK-A-3454        | Eelke Jelles Eelkema                   | Stilleven met bloemen                                                                                    | 1815-1839     |            |
| SK-A-1031        | Eelke Jelles Eelkema                   | Stilleven met bloemen                                                                                    | 1817          |            |
| SK-A-1032        | Eelke Jelles Eelkema                   | Stilleven met bloemen en vruchten                                                                        | 1824          |            |
| SK-A-1849        | Otto Eerelman                          | Het Frederiksplein te Amsterdam tijdens de intocht van koningin Wilhelmina, 5 september 1898             | 1898-1900     |            |
| SK-A-5090        | Tjeerd Eernstman                       | Twee kaartspelers                                                                                        | 1826          |            |
| SK-C-448         | Toegeschreven aan Andries van Eertvelt | Schepen in de storm                                                                                      | 1600-1652     |            |
| SK-A-1638        | Pieter Cornelisz. van Egmondt          | Portret van een schilder                                                                                 | 1655          |            |
| SK-A-1234        | David Klöcker Ehrenstrahl              | Portret van Karel XI, koning van Zweden                                                                  | 1676-1697     |            |
| SK-A-689         | Jan Ekels (I)                          | De Dam in Amsterdam                                                                                      | 1750-1781     |            |
| SK-A-3475        | Jan Ekels (I)                          | Het zogenaamde Boerenverdriet aan het Spui te Amsterdam                                                  | 1750-1781     |            |
| SK-A-690         | Jan Ekels (II)                         | Een schrijver die zijn pen versnijdt                                                                     | 1784          |            |
| SK-A-4130        | Jan Ekels (II)                         | Een man schrijvend aan zijn lessenaar                                                                    | 1784          |            |
| SK-A-1846        | Jan Ekels (II)                         | Portret van Egbert van Drielst                                                                           | 1785-1793     |            |
| SK-C-1537        | Jan Ekels (II)                         | Portret van een man, mogelijk Paulus van Pruysen Morisse                                                 | 1787          |            |
| SK-A-4834        | Dirck Elffers                          | De heimelijke begrafenis                                                                                 | 1944          |            |
| SK-A-1754        | Isaac Elias                            | Feestvierend gezelschap                                                                                  | 1629          |            |
| SK-C-1695        | Ger van Elk                            | Portret van Jonkheer Six                                                                                 | 1986          |            |
| SK-A-794         | Ottmar Elliger                         | Stilleven met bloemen en vruchten                                                                        | 1671          |            |
| SK-C-215         | Ottmar Elliger                         | Stilleven met bloemen                                                                                    | 1673          |            |
| SK-A-2650        | Navolger van Adam Elsheimer            | Landschap met de barmhartige Samaritaan                                                                  | 1600-1660     |            |